# Бібі і Тіна (фільм)
«Бібі і Тіна» (нім. Bibi & Tina) — німецький музичний фільм режисера Детлева Бука, заснований на дитячому мультсеріалі «Бібі і Тіна», який розповідає про пригоди відьми Бібі Блоксберґ та її подруги Тіни Мартін. Прем'єра фільму відбулася 6 березня 2014 року.

## Сюжет
Під час літніх канікул Бібі Блоксберґ відвідує свою подругу Тіну Мартін, яка живе на фермі коней, якраз коли відбудуться особливі перегони, організовані графом Фалько фон Фалькенштайн. Однак двох друзів чекають проблеми, коли Софія фон Ґеленберґ, учасниця перегонів та близька знайома родини Алекса, завітала в замок Фалькенштайнів з елітної школи-інтернату, вона вирішила відбити у Тіни її хлопця Александра. Доти вітряний бізнесмен Ганс Какманн задумав щось лихе. Бібі намагається, з одного боку, врятувати стосунки Алекса та Тіни, а з іншого — викрити брудні справи Какманна. Але навіть з чаклунством їй важко впоратись з проблемами. Граф Фалько влаштував сина в інтернат, а Какманн виставити на продаж лоша.

## В ролях
| Персонаж                   | Актор               | Українське озвучення |
| -------------------------- | ------------------- | -------------------- |
| Бібі Блоксберґ             | Ліна Ларісса Штраль | Єлизавета Зіновенко  |
| Тіна Мартін                | Ліза-Марі Королль   | Анастасія Зіновенко  |
| Александр фон Фалькенштайн | Луїс Гельд          | Андрій Федінчик      |
| Софія фон Ґеленберґ        | Рубі О. Фі          | Юлія Перенчук        |
| Ганс Какманн               | Чарлі Гюбнер        | Євген Пашин          |
| Фалько фон Фалькенштайн    | Міхаель Мертенс     | Ярослав Чорненький   |
| Сюзанна Мартін             | Вінні Буве          | Олена Узлюк          |
| Хольґер Мартін             | Фабіан Бух          | Павло Скороходько    |
| Фредді                     | Макс фон дер Ґробен | Олександр Погребняк  |
| Лікар Білка                | Детлев Бук          | Олесь Гімбаржевський |
| Дворецький Даґоберт        | Мартін Зайферт      | Олег Лепенець        |